# Europæiske floder
Dette er de vigtigste floder i Europa (økologisk set er der tale om den vestlige ende af den palæarktiske zone). Oplysninger om flodernes tilløb, afvandingsområder osv. skal søges i artiklerne om de enkelte floder (se nedenfor).
Floderne er inddelt efter, hvilket hav de strømmer ud i. De er opstillet alfabetisk under hvert hav for sig. Floder, der løber ud i andre floder er opført efter det fælles udløb i havet.
Tilføjelser: Husk venligst at nævne den nærmeste by i forhold til det sted, hvor floder konfluerer.

## Atlanterhavet
- Glomma, Norge
- Clyde, Skotland
- Dee, nær Kirkcudbright, Skotland
- Douro, Portugal / Duero, Spanien
  - Pisuerga, nær Valladolid
- Gironde, Frankrig
  - Garonne, Frankrig
  - Dordogne, Frankrig
- Guadalquivir, Spanien
- Liffey, Irland
- Loire, Frankrig
- Mersey, England
- Severn, England / Wales
- Guadiana Spanien / Portugal
- Minho, Portugal / Miño, Spanien
  - Sil, Spanien
- Tajo, Spanien / Portugal
- Shannon, Irland
  - Suck, Irland
  - Brosna, Irland

## Østersøen
- Daugava/Zapadnaya Dvina (Vestlige Dvina), Letland/Rusland
- Nemunas, Hviderusland/Litauen
  - Neris, Litauen
- Neva, Rusland
- Oder/Odra, Tyskland/Polen/Tjekkiet
  - Ihna, Polen
  - Thule
  - Röhrike
  - Welse
  - Mietzel
  - Warta
    - Notec
      - Drawa

    - Obra
    - Prosna

  - Eilang
  - Pleiske
  - Nysa Luzycka
  - Bobr
  - Nysa Klodzka
  - Malapane
  - Klodnitz
- Rega
- Parsęta
- Wieprza
- Slupia
- Leba
- Reda
- Wisła (Weichsel), Polen
  - Wda, Polen
  - Brda, Polen
  - Drweca, Polen
  - Bzura, Polen
  - Narew, Polen
    - Wkra, Polen
    - Vestlige Bug, Ukraine/Polen
    - Biebrza, Polen

  - Pilica (flod), Polen
  - Wieprz, Polen
  - San, Polen
    - Wislok, Polen

  - Wisloka, Polen
  - Nida
  - Dunajec
    - Poprad
- Pasleka
- Pregola
  - Lyna
- Ume elven, Sverige
- Ücker, Tyskland
- Peene nær Wolgast
  - Trebel, nær Demmin
  - Tollense, Demmin
- Recknitz, Ribnitz-Damgarten
- Warnow, Rostock
  - Nebel, Güstrow
- Trave, Lübeck

## Sortehavet
- Donau – Tyskland, Østrig, Slovakiet, Ungarn, Kroatien, Serbien, Rumænien, Bulgarien, Moldova, Ukraine
  - Prut
    - Bahlui

  - Siret
    - Buzǎu
    - Bârlad
    - Bistriţa

  - Ialomiţa
  - Argeş
    - Dâmboviţta

  - Vedea
  - Yantra
  - Olt
  - Iskar
  - Jiu
    - Motru

  - Caras
  - Morava
    - Ibar

  - Sava
    - Bosut
    - Drina
    - Bosna
    - Vrbas
    - Lonja
    - Una
    - Kupa
    - Sutla
    - Krka (Slovenien)
    - Savinja

  - Theiss
    - Mureş
      - Tarnava

    - Someş
      - Crasna
      - Someșul Mic
      - Someșul Mare

  - Drava
    - Mura
    - Gurk

  - Traun, Linz
  - Ilz, Passau
  - Inn, Passau
    - Rott
    - Salzach, ved Haiming
      - Saalach

    - Alz
      - Traun

    - Ziller

  - Vils ved Donau
    - Große Vils
    - Kleine Vils

  - Isar
    - Ammer/Amper
      - Glonn
      - Würm, nær Dachau

    - Loisach

  - Große Laaber
  - Regen, Regensburg
    - Chamb, Cham
    - Weißer Regen
    - Schwarzer Regen

  - Naab
    - Vils

  - Altmühl
  - Ilm
  - Paar
  - Lech, nær Donauwörth
    - Vils, Vils
    - Wertach, Augsburg

  - Schmutter
  - Zusam
  - Wörnitz, Donauwörth
  - Brenz
  - Mindel
  - Günz
  - Blau
  - Iller, Ulm
    - Breitach, nær Oberstdorf
    - Trettach, nær Oberstdorf
    - Stillach, nær Oberstdorf

  - Riss
  - Lauchert
  - Brigach, nær Donaueschingen
  - Breg, nær Donaueschingen
- Dnjestr – Ukraine, Moldavien
- Dnepr – Rusland, Hviderusland, Ukraine

## Azovske hav
- Don – Rusland

## DetKaspiske Hav
- Volga

## Middelhavet
- Agly - Frankrig
- Alpheus – Grækenland (Peloponnes)
  - Erymanthus – Grækenland (Peloponnes)
- Arno – Italien (Toscana)
- Axios eller Vardar – Grækenland – Makedonien
- Cetina
- Ebre
  - Segre
  - Valira
- Krka Kroatien
- Llobregat – Katalonien
- Neretva
- Pineios/Peneus – Grækenland
- Po – nordlige Italien
  - Ticino
- Rhone
  - Saône
    - Brevenne
    - Doubs
    - Ouche
    - Reyssouze
    - Tille
- Sangro
- Soca
- Tech - Frankrig
- Ter – Katalonien
- Têt – Frankrig
- Tiberen (Tevere)- Italien
- Turia – Katalonien
- Zrmanja

## Nordsøen
- Elben, nær Cuxhaven
  - Oste
  - Stör
  - Alster, Hamburg
  - Jeetzel, nær Hitzacker
  - Löcknitz
  - Elde, Dömitz
  - Aland, Schnackenburg
  - Stepenitz, Wittenberge
    - Karthane
    - Dömnitz
      - Kümmermitz

  - Havel, near Havelberg
    - Neue Jäglitz
    - Dosse
      - Alte Jäglitz

    - Rhin, nær Rhinow
    - Buckau, nær Brandenburg an der Havel
    - Plane
    - Nuthe, Potsdam
      - Nieplitz, nær Gröben

    - Spree, Berlin-Spandau
      - Panke, Berlin-Wedding
      - Wuhle, Berlin-Köpenick
      - Dahme, Berlin-Köpenick
        - Notte, Königs Wusterhausen

      - Neuenhagener Mühlenfließ (Erpe), Berlin-Köpenick
      - Löcknitz, nær Erkner

    - Tegeler Fließ, Berlin-Tegel

  - Tanger nær Tangermünde
  - Ohre (Saxony-Anhalt), nær Rogätz
    - Beber

  - Nuthe, Barby
  - Saale, nær Barby
    - Bode, nær Nienburg
    - Wipper (Harz), nær Bernburg
    - Weiße Elster, nær Halle
      - Pleiße, Leipzig
      - Parthe, Leipzig
      - Schnauder, nær Groitzsch
      - Göltzsch, nær Greiz

    - Unstrut, nær Naumburg
      - Helme
      - Wipper (Hainleite)
      - Helbe
      - Gera

    - Ilm, nær Großheringen
    - Orla, nær Orlamünde
    - Sormitz
    - Loquitz
    - Schwarza
    - Wisenta
    - Selbitz

  - Mulde, nær Dessau
    - Zwickauer Mulde, ovenfor Grimma
      - Chemnitz (river)

    - Freiberger Mulde, nær Grimma
      - Zschopau (river)

  - Schwarze Elster
  - Jahna
  - Weißeritz, Dresden
    - Rote Weißeritz, nær Freital-Hainsberg
    - Wilde Weißeritz, nær Freital-Hainsberg

  - Prießnitz
  - Lockwitz
  - Müglitz
  - Wesenitz
  - Gottleuba
  - Kirnitzsch, Bad Schandau
  - Polenz
  - Kamenice
  - Vltava
  - Moldau
    - Moldovita
- Tyne – England
- Humber – England
  - Trent
  - Ouse
    - Aire
- Meuse – Frankrig, Belgien, Nederlandene
- Rhinen (Rhein) – Schweiz, Tyskland, Frankrig, Belgien, Nederlandene
  - Lek
  - IJssel
  - Waal
  - Lippe, nær Wesel
  - Emscher, nær Dinslaken
  - Ruhr, Duisburg
    - Lenne

  - Düssel, Düsseldorf
  - Erft
  - Wupper, Leverkusen
    - Wipper

  - Sieg
    - Agger
    - Ferndorfbach
    - Heller
    - Morsbach
    - Niste
    - Bröl
    - Wahnbach

  - Ahr, nær Sinzig
  - Wied
  - Mosel, Koblenz
    - Elz
    - Alf
    - Lieser, nær Wittlich
    - Dhron, nær Neumagen-Dhron
    - Salm, nær Klüsserath
    - Kyll, nær Trier-Ehrang
    - Ruwer, nær Trier-Ruwer
      - Riveris, nær Riveris
      - Rauruwer, nær Hinzenburg

    - Saar, nær Konz
      - Rossel
      - Prims
      - Nied
      - Blies

    - Sauer
      - Prüm

    - Orne
    - Seille
    - Meurthe
    - Madon
    - Vologne
    - Moselotte

  - Lahn, Lahnstein
  - Nahe, Bingen
    - Alsenz, nær Bad Münster ved Stein-Ebernburg

  - Main, Mainz
    - Nidda, Frankfurt-Höchst
    - Kinzig (Main), nær Hanau
    - Gersprenz
    - Tauber, nær Wertheim
    - Fränkische Saale, nær Gemünden
    - Regnitz, Bamberg
      - Pegnitz, Fürth
      - Rednitz, Fürth
        - Fränkische Rezat, Georgensgmünd
        - Schwäbische Rezat, Georgensgmünd

    - Weißer Main, nær Kulmbach
    - Roter Main, nær Kulmbach

  - Neckar
    - Kocher
    - Rems
    - Fils
    - Starzel

  - Speyerbach
  - Queich, nær Germersheim
  - Lauter
  - Murg
  - Kinzig (Rhein), nær Strasbourg
    - Schutter, nær Kehl

  - Leopoldskanal
    - Elz, Riegel
    - Glotter, Riegel
    - Dreisam, Riegel

  - Aare
    - Limmat/Linth
      - Sihl
      - Reppisch

    - Reuss
    - Emme
      - Ilfis
      - Limpach

  - Vorderrhein, nær Chur
  - Hinterrhein, nær Chur
- Schelde – Frankrig, Belgien, Nederlandene
  - Lys
  - Dender
- Tay
- Tweed
- Themsen, nær London – England
- Weser
  - Hunte
  - Lesum
    - Hamme
    - Wümme
      - Rodau
      - Wiedau

  - Aller, nær Verden (Aller)
    - Böhme
    - Leine
      - Innerste
        - Nette, nær Derneburg
        - Grane, Langelsheim

      - Ihme, Hannover
      - Ruhme
        - Söse, nær Elvershausen
        - Oder, Katlenburg
          - Sieber, Hattorf i Harzen

    - Wietze, nær Wietze
      - Edder, nær Hannover
      - Flöth, nær Hannover

    - Örtze
      - Wietze, near Müden

    - Fuhse
    - Oker
      - Ilse

  - Diemel
  - Fulda, Hannoversch Münden
    - Haune, Bad Hersfeld
    - Eder, Edermünde
      - Schwalm, nær Edermünde

  - Werra, Hannoversk Münden
    - Ulster
    - Felda
    - Schmalkalde, nær Schmalkalden
    - Hasel, nær Obermaßfeld-Grimmenthal
    - Schleuse, nær Themar
- Wye, England
  - Monnow
  - Trothy

- IJzer

## Den engelske kanal
- Aa, Dunkerque – Frankrig
- Seinen, Le Havre – Frankrig
  - Aube

## Hvidehavet
- Norlige Dvina – Rusland
  - Vychegda
  - Uftyuga
  - Pinega
  - Yemtsa
  - Vaga
  - Yug
  - Sukhona (Suhona)